# Kuo Hsing-chun
Kuo Hsing-chun (en chino tradicional, 郭婞淳; pinyin, Guō Xìng Chún; nacida el 26 de noviembre de 1993 en Yilan, Taiwán) es una levantadora de pesas taiwanesa, medallista de oro olímpica, cinco veces campeona del mundo, dos veces campeona de los Juegos Universitarios, campeona de los Juegos Asiáticos y cinco veces campeona asiática. compitiendo en la división de 58 kg hasta 2018 y 59 kg a partir de 2018 después de que la Federación Internacional de Halterofilia reorganizara las categorías. Ha establecido 11 récords mundiales senior en su carrera.

## Biografía
Kuo Hsing-chun nació en Yilan en 1993. Fue criada principalmente por su abuela debido a que su madre trabajaba con frecuencia. Su nombre, Hsing-chun, tiene una connotación especial en mandarín, similar a "haber sobrevivido por suerte o accidente" (倖存), en referencia a las complicaciones durante su nacimiento, donde su cordón umbilical se enrolló alrededor de su cuello y su madre estuvo en trabajo de parto por más de diez horas. La familia de Kuo se mudó varias veces y vivió con diferentes parientes. 
Kuo comenzó a levantar pesas en la escuela secundaria, habiendo practicado previamente varios deportes, incluyendo baloncesto, atletismo y fútbol, y decidió especializarse en levantamiento de pesas durante sus años escolares.
Es exalumna y profesora de la Universidad Católica Fu Jen.Asiste a la Academia Nacional de Deportes de Taitung.

## Palmarés internacional
| Juegos Olímpicos                | Juegos Olímpicos           | Juegos Olímpicos  | Juegos Olímpicos |
| Año                             | Lugar                      | Medalla           | Categoría        |
| ------------------------------- | -------------------------- | ----------------- | ---------------- |
| 2016                            | Río de Janeiro (Brasil)    | Medalla de bronce | –58 kg           |
| 2020                            | Tokio (Japón)              | Medalla de oro    | –49 kg           |
| Campeonato Mundial              |                            |                   |                  |
| Año                             | Lugar                      | Medalla           | Categoría        |
| 2013                            | Breslavia (Polonia)        | Medalla de oro    | –58 kg           |
| 2015                            | Houston (Estados Unidos)   | Medalla de bronce | –58 kg           |
| Campeonato Asiático             |                            |                   |                  |
| Año                             | Lugar                      | Medalla           | Categoría        |
| 2012                            | Pyeongtaek (Corea del Sur) | Medalla de plata  | –58 kg           |
| 2013                            | Astana (Kazajistán)        | Medalla de oro    | –58 kg           |
| 2016                            | Tashkent (Uzbekistán)      | Medalla de oro    | –58 kg           |
| Juegos Olímpicos de la Juventud |                            |                   |                  |
| Año                             | Lugar                      | Medalla           | Categoría        |
| 2010                            | Singapur (Singapur)        | Medalla de plata  | –53 kg           |
| Universiadas                    |                            |                   |                  |
| Año                             | Lugar                      | Medalla           | Categoría        |
| 2013                            | Kazán (Rusia)              | Medalla de oro    | –58 kg           |